# Domitianus
 Domitianus (Domicjan II) – uzurpator galijski z 3 ćwierci III w. n.e. Znany jedynie z dwóch odnalezionych przypadkowo monet wybitych w jego imieniu. Utożsamiany ze wspomnianym przez starożytnych autorów wodzem Domitianusem, który za rządów cesarza Galiena (253-268 n.e.) pokonał syryjskich uzurpatorów Makrianów.
Do niedawna dyskutowano jego istnienie jako wątpliwe, kwestionując autentyczność unikatowej monety znalezionej (1900) w skarbie z Cléons (Francja). Znalezienie w Anglii (2003) drugiego egzemplarza w tzw. II skarbie z Chalgrove potwierdziło nie tylko autentyczność pierwszego, lecz pozwoliło też na uściślenie chronologii tych numizmatów obejmującej lata 269-272 n.e.
Prawdopodobne, iż wówczas Domicjan II mógł mieć udział w usunięciu uzurpatora Wiktoryna (269-271) i tym samym stał się rywalem Tetryka (271-274), z którym widocznie przegrał walkę o panowanie w Imperium Galliarum. Buntownicze obwołanie go przez wojska cesarzem mogło nastąpić w przymusowej sytuacji zagrożenia najazdami barbarzyńskimi w początkach rządów Aureliana.
Historia Augusta trzykrotnie wspomina Domicjana, który pokonał obu Makrianów, jako „najdzielniejszego i najenergiczniejszego” z wodzów Aureolusa (zbuntowanego później przeciw Galienowi), i wywodzącego swe pochodzenie od cesarza Domicjana i Domitylli (Tir. trig. 12, 13 ; 13, 3 ). Jest to zapewne ten sam dowódca, o którym w innym miejscu mowa, iż „ogłosił się cesarzem jako przeciwnik Galiena” (Vit. Gal. 2, 6). Zosimos wymienia go wśród planujących bunt przeciw Aurelianowi (Historia nova I 49,2), co byłoby zgodne z datowaniem obu monet na początek 271 r., tj. czas kampanii Aureliana przeciw germańskim Alamanom i Jutungom po klęsce pod Placentią.
Niekiedy mylony z uzurpatorem Domicjanem (Lucius Domitius Domitianus), który krótkotrwale (296-297 n.e.) przejął władzę w Egipcie.